# 月島警察署
月島警察署（つきしまけいさつしょ）は、警視庁が管轄する警察署の1つである。署員数およそ150名の小規模警察署。識別章所属表示はMI。車両の対空表示は「月」。
警視庁第一方面に属し、中央区の月島地区全域を管轄している。管内には第一方面交通機動隊（一交機）本部も存在する。

## 所在地
- 東京都中央区晴海三丁目16番14号
  - 最寄駅：都営地下鉄大江戸線勝どき駅、ゆりかもめ東京臨海新交通臨海線市場前駅

2014年（平成26年）7月、地下2階地上13階建て延べ1万5188平方メートルの新庁舎が完成した。

## 管轄区域
中央区南部（月島地域）を管轄。
- 佃一・二・三丁目
- 月島一・二・三・四丁目
- 勝どき一・二・三・四・五・六丁目
- 豊海町
- 晴海一・二・三・四・五丁目

## 沿革
- 1908年（明治41年） - 開署
- 2014年（平成26年） - 東京都中央区勝どき六丁目7番19号から晴海三丁目16番14号へ庁舎を移転。

## 組織
- 警務課
- 交通課
- 警備課
- 地域課
- 刑事組織犯罪対策課
- 生活安全課

## 交番
- 勝どき橋交番（中央区勝どき一丁目3番8号）
- 佃交番（中央区佃二丁目17番8号）
- 晴海三丁目交番（名称は三丁目だが、所在地は中央区晴海一丁目8番13号[注 1]）

## 警備派出所
- 晴海埠頭警備派出所（中央区晴海五丁目7番2号）2007年（平成19年）4月に交番から転換。

## 駐在所
- リバーシティ駐在所（中央区佃二丁目1番4号）[1] - 開所以来警察官夫婦が配置されている[2]。現在[いつ?]3代目の警察官夫婦が勤務している。

## 地域安全センター

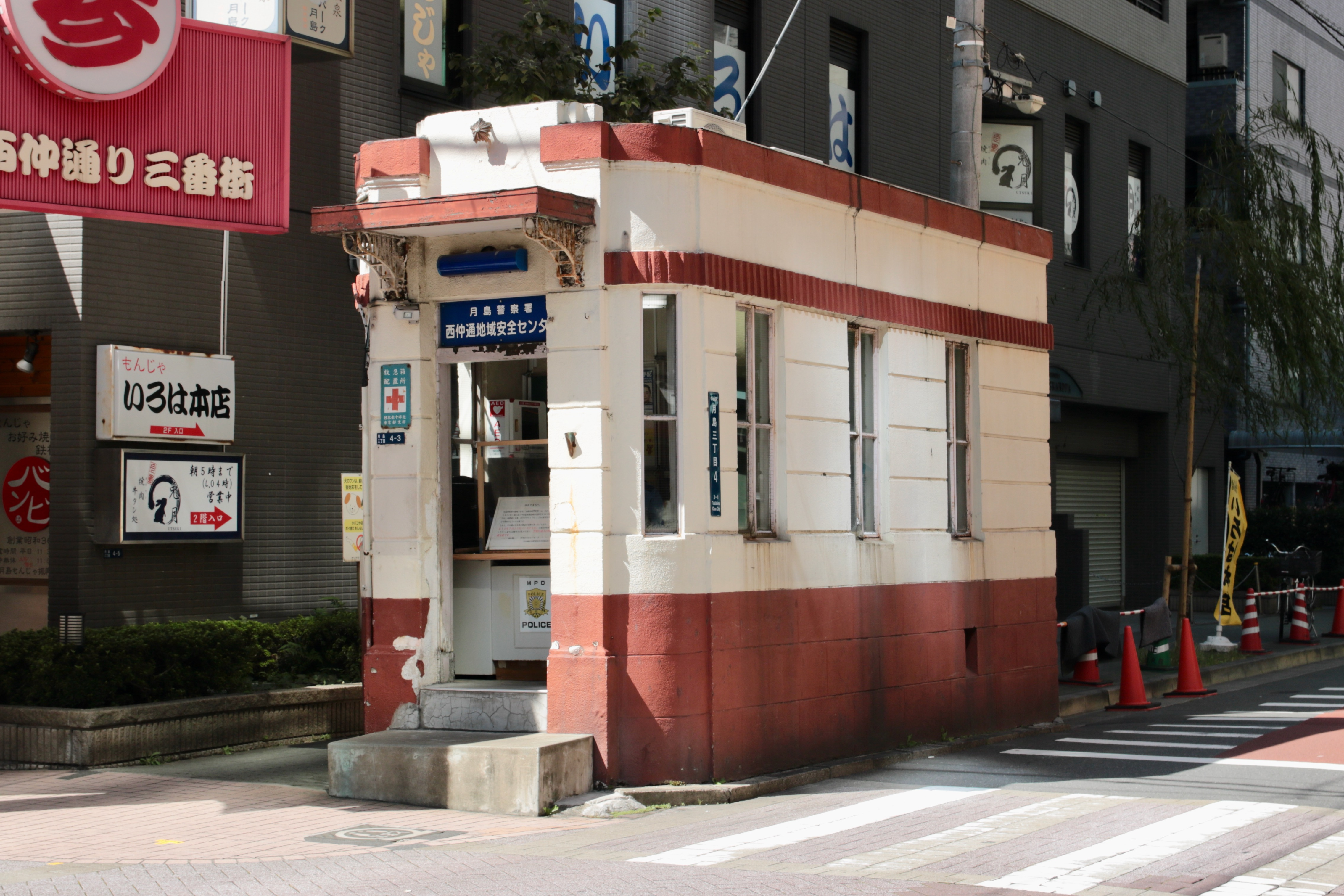
西仲通地域安全センター

- 西仲通地域安全センター（中央区月島三丁目4番3号） - 2007年（平成19年）4月に交番から転換。“警視庁最古の派出所”だった[3][4]。

## 出来事
- 2024年7月12日、地域課の巡査が、複数の少女への不同意性交や性的姿態撮影等処罰法違反などの疑いで書類送検された。また懲戒免職となった。同巡査には、ネットで知り合った少女2人とそれぞれわいせつな行為をした疑いがある[5]。